# Mello-Nunatak
Der Mello-Nunatak ist ein isolierter Nunatak im Norden des ostantarktischen Viktorialands. In den Freyberg Mountains ragt er 11 km östlich des Mount Staley im nordöstlichen Teil des Evans-Firnfelds auf.
Der United States Geological Survey kartierte ihn anhand eigener Vermessungen und Luftaufnahmen der United States Navy aus den Jahren von 1960 bis 1964. Das Advisory Committee on Antarctic Names benannte ihn 1969 nach Gerald L. Mello, Leiter der Hallett-Station von 1966 bis 1967 und Mitglied der Überwinterungsmannschaft auf der McMurdo-Station im Jahr 1967.